# Championnat d'Irlande de football 1966-1967
Navigation
Édition précédente Édition suivante
Le Championnat d'Irlande de football en 1966-1967. Le championnat est remporté pour la troisième fois par le club de Dundalk.

## Les 12 clubs participants
- Bohemian Football Club
- Cork Celtic Football Club
- Cork Hibernians Football Club
- Drogheda United Football Club
- Drumcondra Football Club
- Dundalk Football Club
- Limerick Football Club
- St. Patrick's Athletic Football Club
- Shamrock Rovers Football Club
- Shelbourne Football Club
- Sligo Rovers Football Club
- Waterford United Football Club

## Classement
| Place | Club                      | Points | Victoires | Nuls | Défaites | Buts pour | Buts contre | Différence |
| ----- | ------------------------- | ------ | --------- | ---- | -------- | --------- | ----------- | ---------- |
| 1er   | Dundalk FC                | 34     | 15        | 4    | 3        | 54        | 19          | +35        |
| 2e    | Bohemians FC              | 27     | 12        | 3    | 7        | 45        | 27          | +18        |
| 3e    | Sligo Rovers              | 27     | 11        | 5    | 6        | 37        | 29          | +8         |
| 4e    | Limerick FC               | 24     | 9         | 6    | 7        | 31        | 29          | +2         |
| 5e    | Waterford United          | 23     | 11        | 1    | 10       | 53        | 48          | +5         |
| 6e    | St. Patrick's Athletic FC | 21     | 8         | 5    | 9        | 49        | 51          | -2         |
| 7e    | Shamrock Rovers           | 20     | 8         | 4    | 10       | 31        | 31          | 0          |
| 8e    | Drumcondra FC             | 20     | 6         | 8    | 8        | 35        | 38          | -3         |
| 9e    | Cork Hibernians           | 19     | 7         | 5    | 10       | 31        | 39          | -8         |
| 10e   | Drogheda United           | 19     | 7         | 5    | 10       | 31        | 42          | -11        |
| 11e   | Cork Celtic FC            | 19     | 8         | 3    | 11       | 30        | 52          | -22        |
| 12e   | Shelbourne FC             | 11     | 4         | 3    | 15       | 32        | 54          | -23        |

## Source
- (en) Alex Graham, Football in the Republic of Ireland : a Statistical Record 1921–2005, Soccer Books Ltd, novembre 2005, 142 p. (ISBN 978-1862231351).